# سمكة لوك داون
اللَكْدَن أو مُنحَدر الجَبْهَة أو سمكة لوك داون وبالإنجليزية (Lookdown) واسمها العلمي [Selene vomer], وهي من فصيلة الشيم وصفت لأول مرة في عام 1758 من قِبل «رائد علم التصنيف» كارولوس لينيوس في الطبعة 10 من كتابه نظام الطبيعة. وتتميز السمكة بقدرتها البارعة بالتمويه, و ذلك لقدرة جلدها التلاعب بالضوء, ما يحول دون رؤيتها من قبل أعداءها, و هو ما جعل البحرية الأمريكية تدرس إمكانية إضفاء بعض خصائصه على غواصاتها

## وصفها
على الرغم من أن سمكة ' لوك داون' مشابه لسمك مونفيش الأطلسي, فإنه يمكن تمييزها بواسطة الزعانف الظهرية والزعنفة الشرجية، والوَرَنك الثاني على كل زعنفة يجري عدة مرات أطول من الوَرَنك المحيطة بها. هذا يعطي الظهرية والشرج زعانف مثل شكل المنجل بشكل ملحوظ.

## الأهمية التجارية
لا يلعب هذا النوع من الأسماك دوراً مهما في المصايد التجارية. ولكن، زاد الطلب عليها بعد أن عُرض في الأحواض العامة الكبيرة بسبب شكله المثير للاهتمام والمظهر المبهرج.

## التوزيع والموئل
في غرب المحيط الأطلسي, تم العثور على أسماك اللوك داون في كندا, وفي ولاية ماين وحتى جنوب أوروغواي. بما في ذلك برمودا وخليج المكسيك. على الرغم من أنه شائع في مياه المحيط الأطلسي الاستوائية، فإنه نادراً ما يشاهد في جزر الأنتيل الكبرى.

## الصور

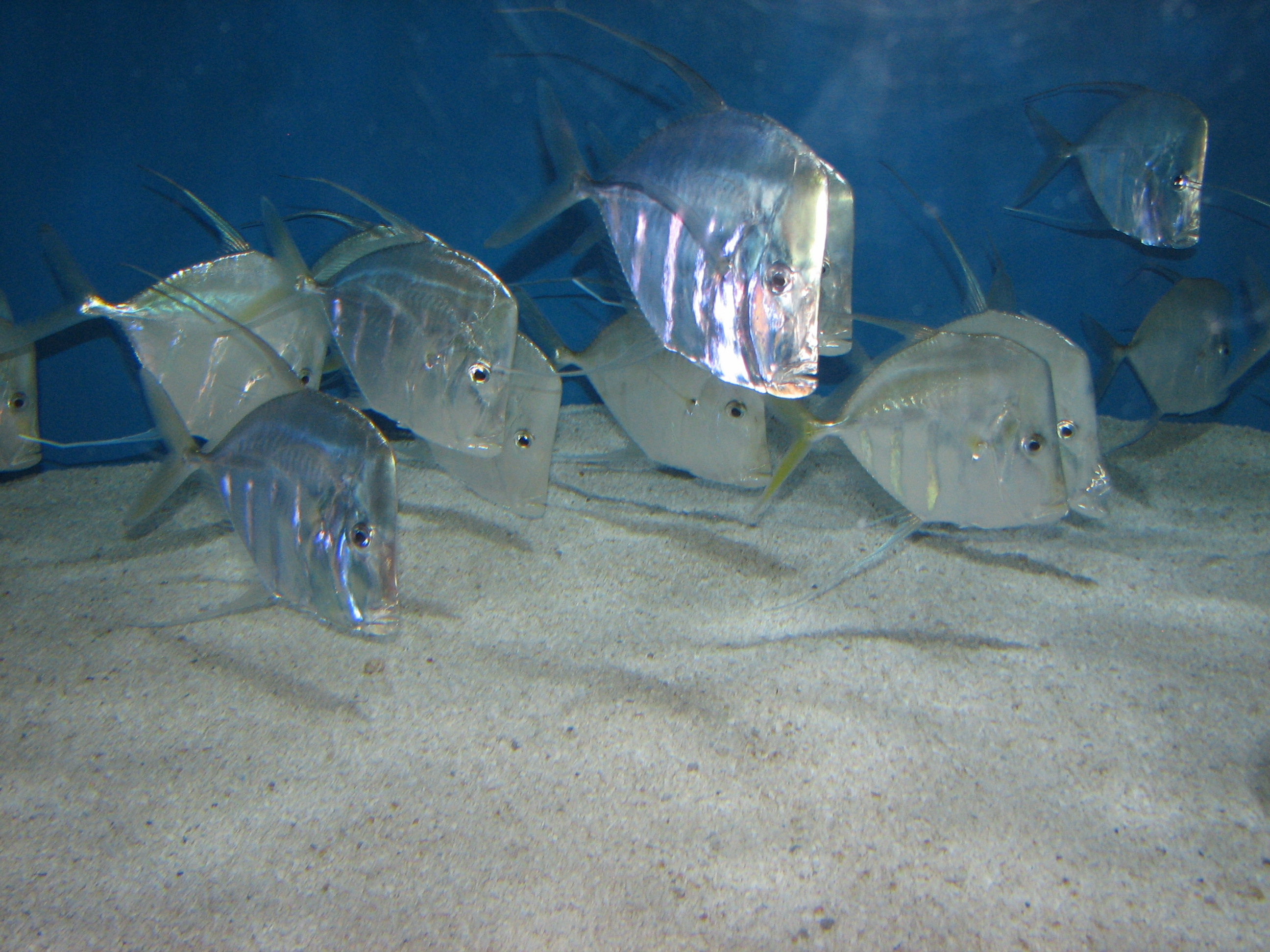
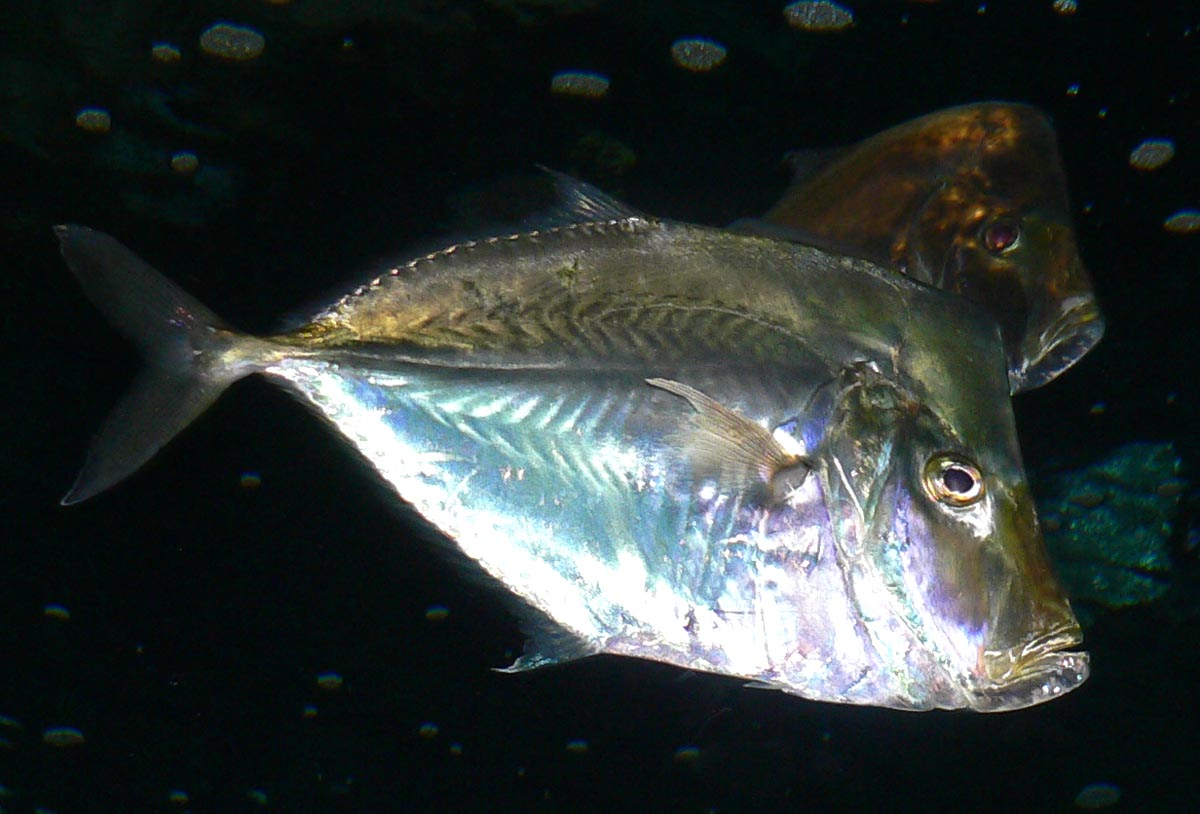
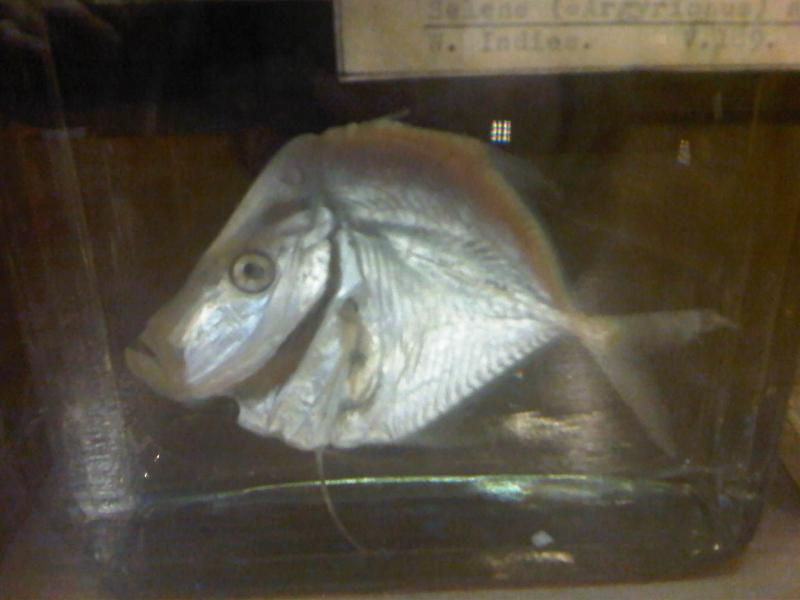
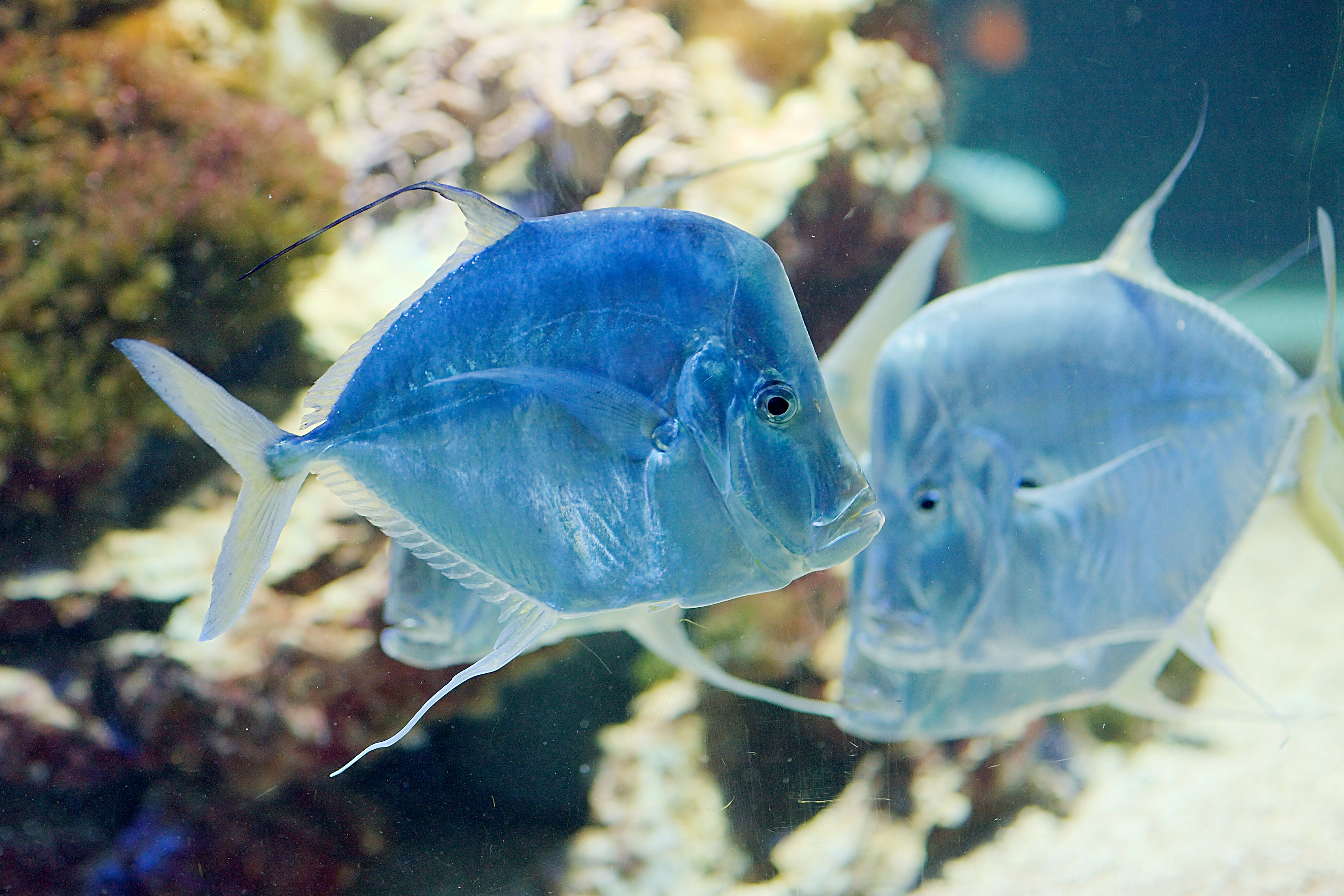
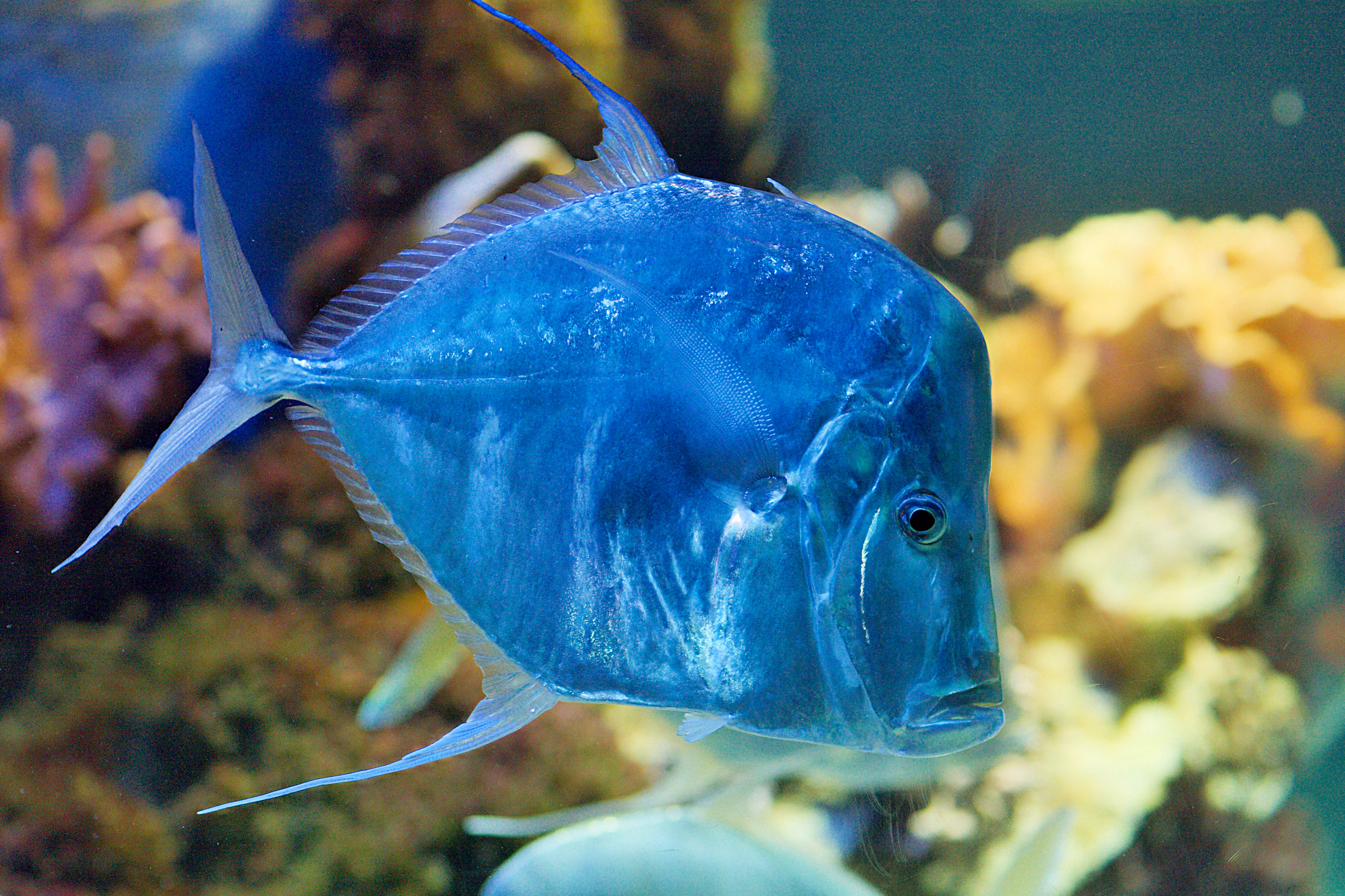
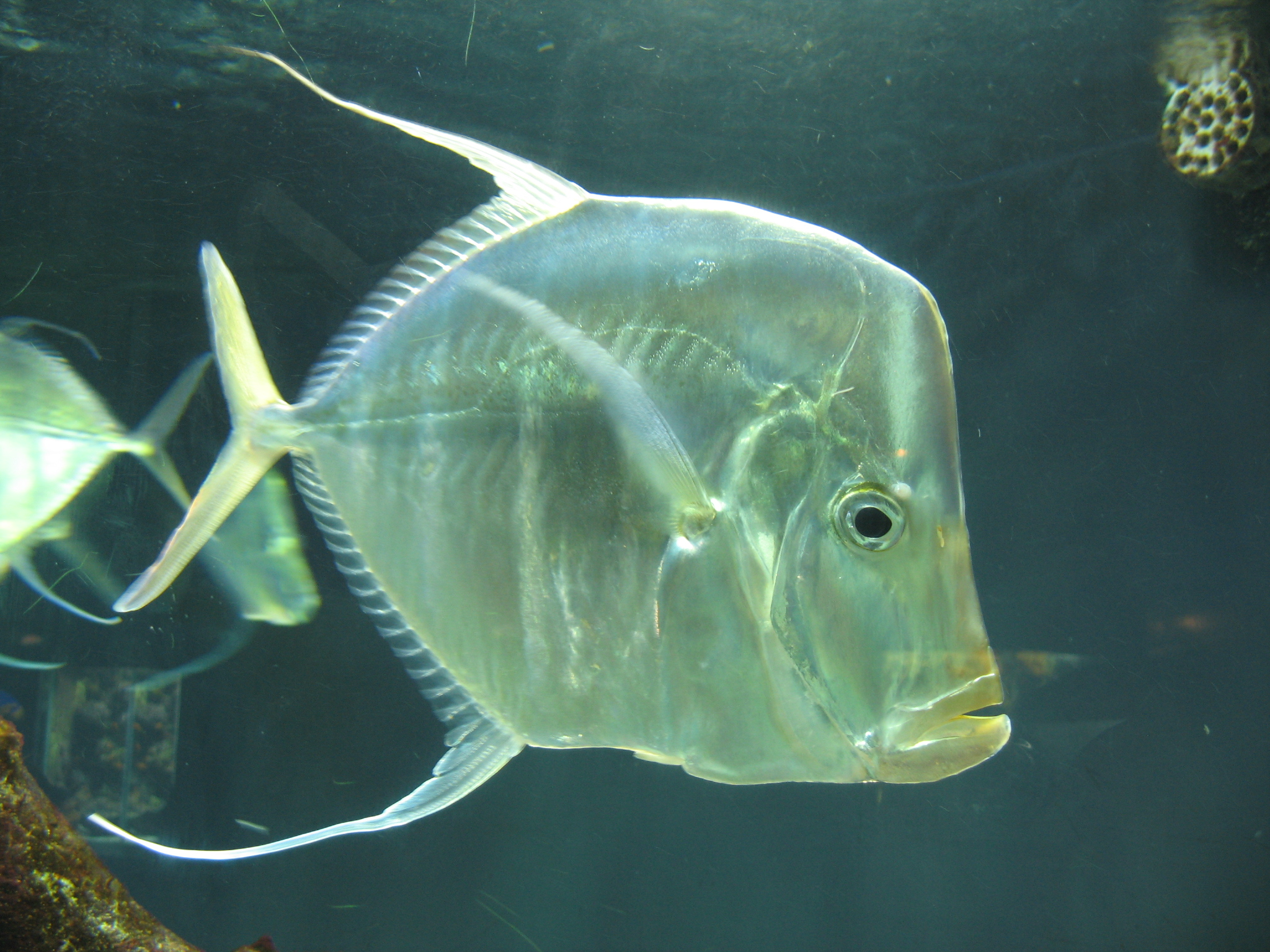
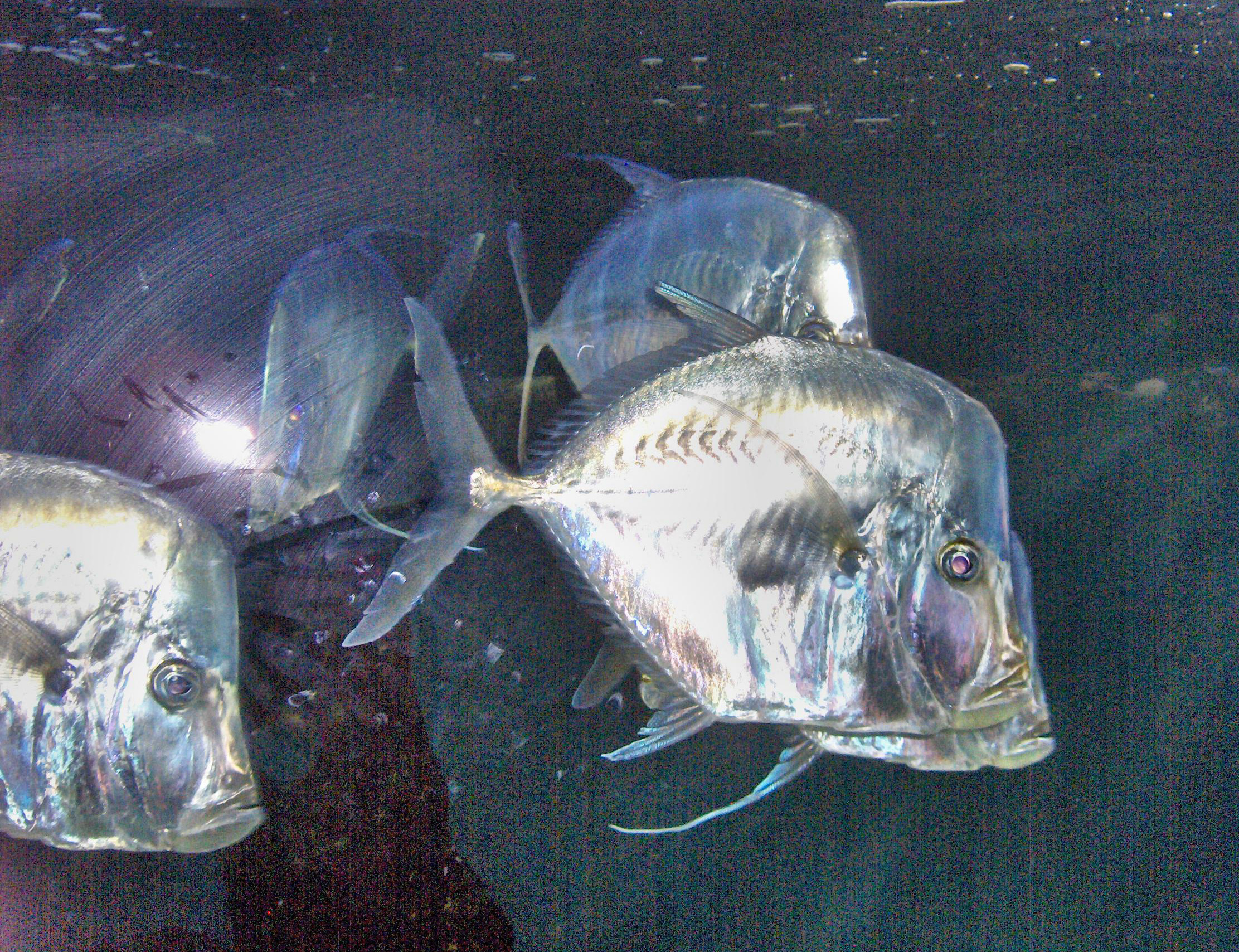
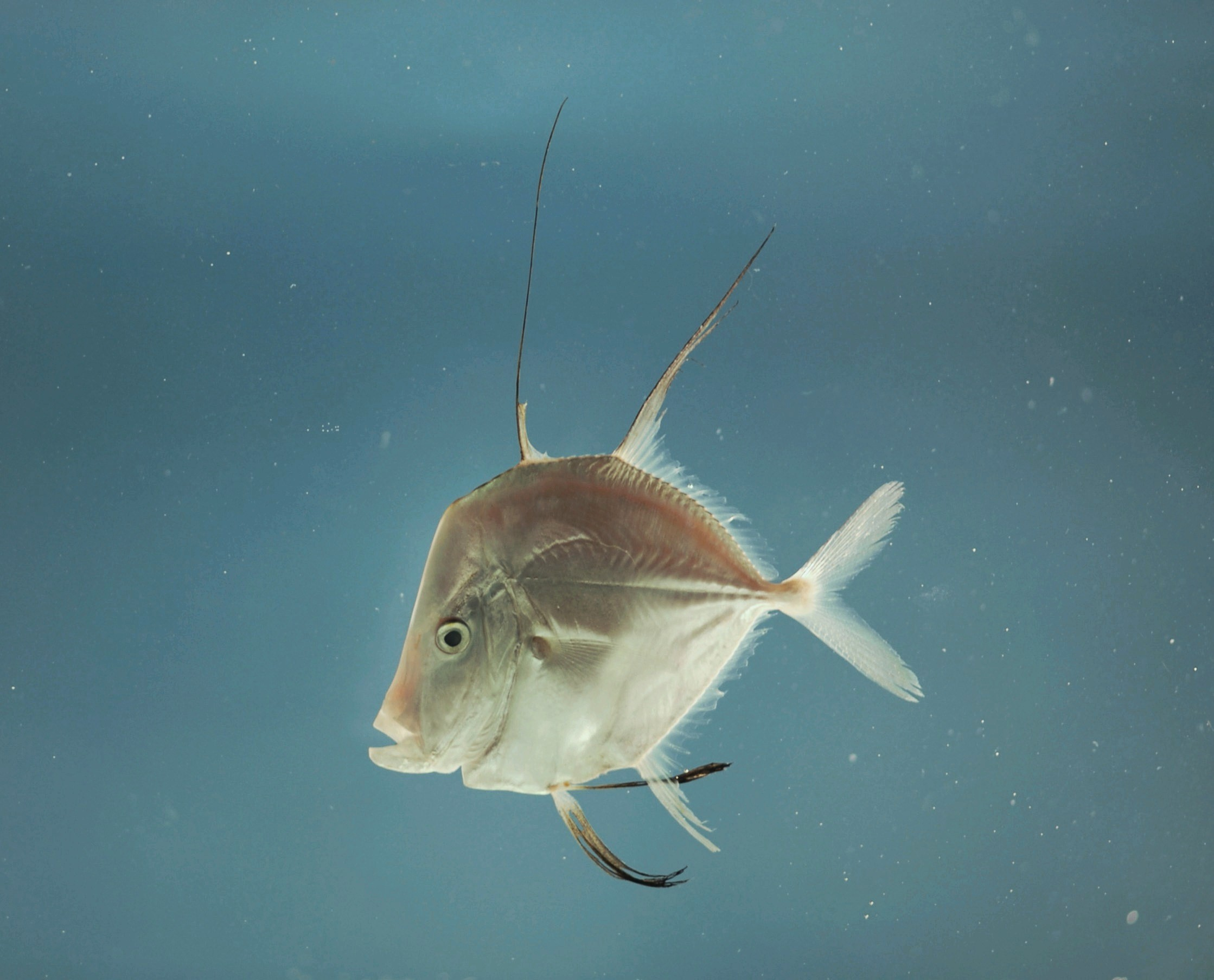
أسماك لوك داون تسبح,في خليج المكسيك.
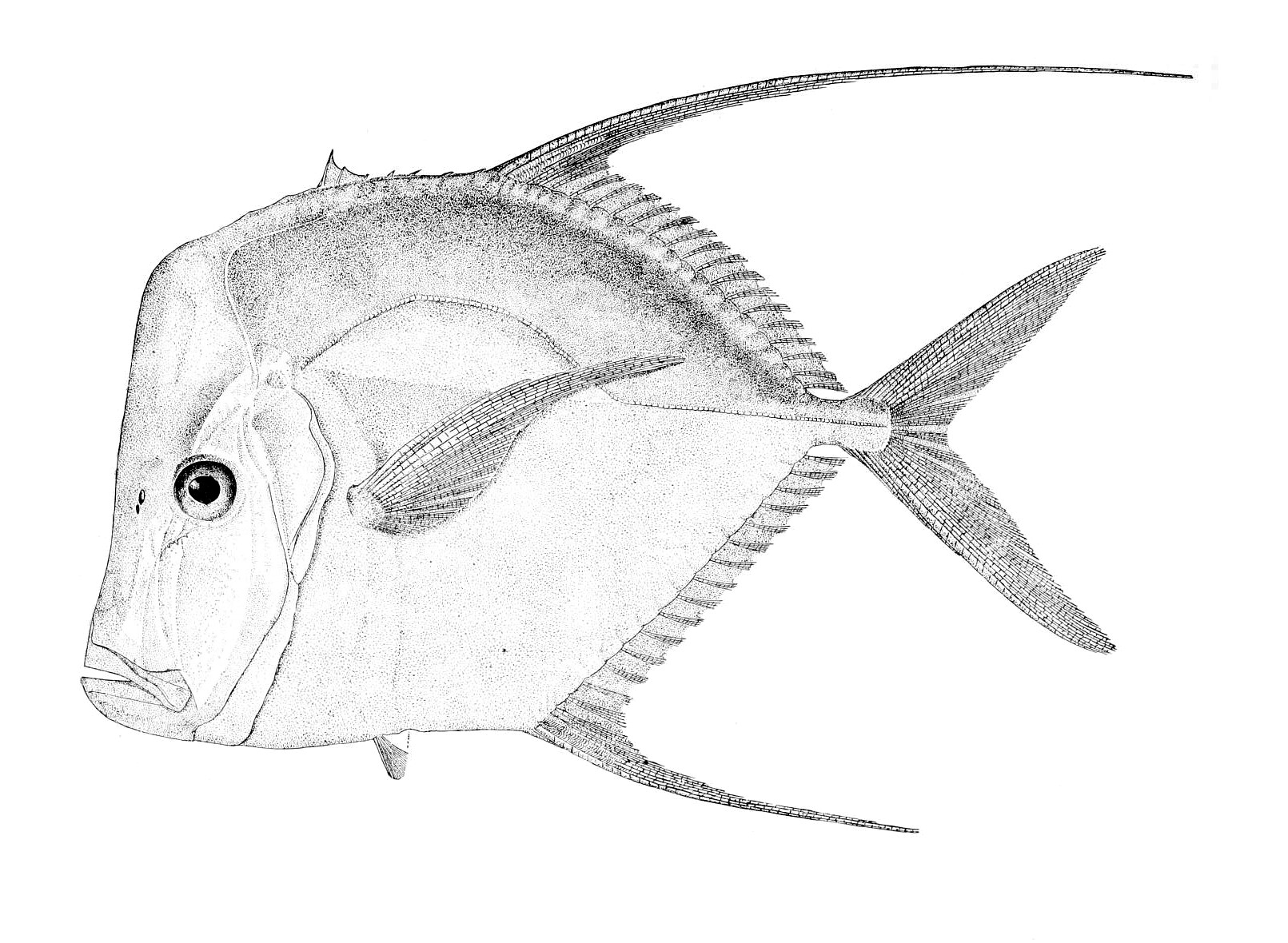